# Alexei Polivanov
Alexei Andreyevich Polivanov (en ruso: Алексей Андреевич Поливанов; 16 de marzo de 1855 - 25 de septiembre de 1920) fue una figura militar y general de infantería (1915) ruso. Sirvió como ministro de Guerra de Rusia entre junio de 1915 hasta que la zarina Alejandra forzó su salida del cargo en marzo de 1916.

## Biografía
Polivanov nació en el seno de una familia aristocrática. Se graduó en 1880 en la Academia Militar de Ingeniería Nikolaevsky en Petrogrado. Sirvió en la guerra ruso-turca de 1877-1878. Después se convirtió en miembro del Estado Mayor General ruso (1899-1904), ascendiendo en 1905 para convertirse en su jefe al año siguiente. 
Tras la desastrosa derrota en la guerra ruso-japonesa (1904-1905), fue nombrado asistente del ministro de Guerra y rápidamente recomendó amplias reformas políticas y militares. Sin embargo, fue destituido en 1912 a causa de su cooperación con las facciones liberales de la Duma.
Polivanov fue nombrado para el Consejo de Estado en 1912 y sirvió hasta junio de 1915 cuando remplazó a Vladimir Sujomlinov como ministro de Guerra; y de una vez empezó a transformar el entrenamiento del Ejército ruso y intentó con limitado éxito mejorar sus sistemas de suministro y comunicaciones.
Sin embargo, en agosto de 1915 se cercioró de los planes del zar Nicolás II para reemplazar al Gran Duque Nikolai como comandante en jefe del ejército para liderar personalmente los ejércitos rusos en el frente, y realizó arduos esfuerzos para convencerlo de que no lo hiciera.
Esto ayudó a alejar a Polivanov de la zarina, quien conspiraba para destituirlo, algo que logró cuando el zar Nicolás lo despidió en marzo de 1916. Fue sucedido por Dmitry Shuvayev.
Tras la Revolución rusa, Polivanov se unió al Ejército Rojo en febrero de 1920, participando en las conversaciones de paz soviético-polacas en Riga posteriormente ese mismo año, pero murió de tifus durante las conversaciones.
Le fue concedida la Orden del Príncipe Danilo I, entre otras condecoraciones.